# U Pohránovského rybníka
U Pohránovského rybníka este o arie protejată (arie specială de conservare — SAC, sit de importanță comunitară — SCI) din Republica Cehă întinsă pe o suprafață de 64,97 ha, integral pe uscat.

## Localizare
Centrul sitului U Pohránovského rybníka este situat la coordonatele 50°04′28″N 15°45′02″E / 50.074444°N 15.750556°E.

## Înființare
Situl U Pohránovského rybníka a fost declarat sit de importanță comunitară în noiembrie 2009 pentru a proteja 1 specie de animale. Situl a fost protejat și ca arie specială de conservare în ianuarie 2015.

## Biodiversitate
Situată în ecoregiunea continentală, aria protejată nu include niciun habitat protejat.
La baza desemnării sitului se află o specie protejată de  nevertebrate: Cucujus cinnaberinus.